# Makalé Camara
 (mars 2025).
Les informations dans cet article sont mal organisées, redondantes, ou il existe des sections bien trop longues. Structurez-le ou soumettez des propositions en page de discussion.
Avec le temps, il arrive que le contenu présent dans un article devienne désordonné. Il est souvent nécessaire de réorganiser l'article de fond en comble.
- Il faut tout d’abord répartir le contenu de l'article en plusieurs sections. Les informations doivent ensuite être exposées clairement et le plus synthétiquement possible, regroupées par sujet afin d'éviter les doublons. Quelqu'un cherchant une information précise doit pouvoir la trouver rapidement en lisant la section appropriée.
- À l'intérieur de chaque section, le texte, souvent initialement sous la forme de phrases éparses, doit être regroupé dans des paragraphes de quelques lignes, en assurant un enchaînement logique et une cohérence entre les phrases.
- Lorsque l'article ou l'une de ses sections développe trop longuement un point qui n'est pas dans le cœur du sujet traité, il convient de faire une synthèse et de transférer l'ancien contenu dans des articles plus appropriés (en cas de transfert, il faut impérativement respecter la procédure Aide:Scission).

Si vous pensez que ces points ont été résolus, vous pouvez retirer ce bandeau et améliorer le plan d'un autre article.
Pour les articles homonymes, voir Camara.
Makalé Camara, née en 1956 à Mamou est une diplomate, juriste et leader de la société civile engagée au service du dialogue politique et de la promotion des femmes et femme politique guinéenne . 
De 1994 à 1996, elle est ministre de l'Agriculture, de l’Élevage et des Forêts ; de 2015 à 2017, elle est  est ministre des Affaires étrangères et des Guinéens de l'étranger . 

## Biographie et études
Makalé Camara est titulaire d'un master de l'Université de Conakry en 1980. Elle a suivi plusieurs formations au bureau international du travail (BIT) et à la direction du travail à Paris. Humphry Fellow, elle a également suivi une formation en relations internationales et gestion du développement pendant un an à American University à Washington en 1984. 
Makalé Camara est membre, au niveau national, du comité de pilotage de la Lutte contre les mutilations génitales.

## Carrière professionnelle
De 2012 à décembre 2015, elle a occupé le poste de Secrétaire générale du réseau des femmes africaines ministres et parlementaires en Guinée (REFAMP/G),
En 1997,elle avait déjà été nommée à ce poste, devenant ainsi la première secrétaire générale du REFAMP/G.
A cette fonction, elle a, dans le cadre de la lutte contre Ebola et sur invitation de la Ministre des Affaires Sociales, de la Promotion Féminine et de l'Enfance, mené plusieurs délégations pour des campagnes de sensibilisation dans les marchés, débarcadères, mosquées, écoles et autres lieux de regroupement, afin de prévenir la diffusion de l'épidémie au sein des populations les plus vulnérables. 
En mars 2015, elle a participé, à l’invitation de l’UAF-Africa, à la rencontre à Harvard University d'eminentes femmes africaines sur leur rôle en faveur du renforcement des droits des femmes, vingt ans après la Conférence Mondiale des Femmes à Beijing. 
Fin mars 2015, elle est également intervenue à la 59e Session de la Conférence Internationale des Femmes. 
En avril 2015, elle a créé le mouvement de femmes et de jeunes de Guinée pour la paix (FEMJEUGUIP) pour aider au dialogue entre les acteurs politiques concernant le calendrier électoral.
En novembre 2015, à l'occasion des journées portes ouvertes sur la résolution 1325 du Conseil de Sécurité des Nations Unies, Ibn Chambas, le représentant spécial du secrétaire général des Nations unies, l'a invitée à intervenir sur « l'implication des femmes dans le dialogue politique en Guinée ».
De 2007 à 2011, Makalé Camara a été ambassadrice extraordinaire et plénipotentiaire de la république de Guinée en France, en Espagne, au Portugal et à Monaco. Résidente à Paris, elle a été Déléguée permanente à l'UNESCO, représentante à la francophonie et au BIE.
Elle a animé plusieurs rencontres sur les questions de co-développement, des opportunités d'investissement en Guinée. 
Elle a été membre du Partenariat Eurafricain. 
De 2002 à 2007, Makalé Camara a été ambassadrice extraordinaire et plénipotentiaire de la république de Guinée au Sénégal, en Gambie, au Cap-Vert et en Mauritanie.
Elle a aussi procédé au rapprochement entre la République de Guinée et la République de la Corée du Sud, par la signature d'un accord d'établissement des relations diplomatiques et d'autres accords de coopération en août 2006 à Séoul, en présence de Ban Ki-Moon, alors ministre des Affaires Etrangères de la République de Corée. 
De 1992 à 1994, Makalé Camara a occupé le poste de secrétaire d'etat aux affaires sociales, à la promotion féminine et à l'enfance. A l'issue de sa prise de contact avec les organisations féminines de la Guinée, elle a mené une étude portant analyse des freins et vecteurs d'appui pour une meilleure prise en compte des activités de la couche féminine. A la préparation de la conférence mondiale des femmes de Beijing, elle a assumé la présidence du comité national préparatoire de la conférence régionale de Dakar en 1994. La même année, elle a par ailleurs participé à la Conférence Internationale sur la Population et le Développement (CIPD) tenue au Caire.
De 1991 à 1992, Makalé Camara a été membre du Comité Transitoire de Redressement National (CTRN), organe législatif chargé de mettre en place la loi fondamentale, les institutions républicaines et l’organisation administrative et sociale de la 2ème République. Cette institution a joué le rôle dévolu à un Parlement et a été le creuset de toutes les lois régissant un Etat de Droit. Aujourd'hui encore, le législateur s'inspire de ces textes de loi.
De 1986 à 1991, Makalé Camara a occupé le poste d’inspectrice générale du travail au ministère de la fonction publique, chargée notamment de l’adaptation et de la mise en place du Droit du travail conformément aux mutations de l’économie et de la société guinéennes vers le libéralisme. A cette fonction, elle a aussi joué un rôle d’arbitre entre les syndicats et le patronat, en veillant au respect des conditions de travail par la négociation de conventions par secteurs d'activités.
En 1985, Makalé Camara a été directrice nationale du séminaire de la fonction publique (Centre de formation). 
De 1982 à 1984, elle a occupé le poste de chef du service chargé des relations internationales au ministère de la fonction publique, chargé notamment de la coopération bilatérale en matière de législation du travail et des droits syndicaux. 
De 1981 à 1982, elle a été chef de division chargée du contrôle des départements ministériels au ministère du travail et de la fonction publique.
De 1980 à 1981, elle a été assistante au parquet général de la république du Ministère de la Justice.

## Prix et reconnaissances
- Juillet 2008 : Chevalière de l’Ordre National du Mérite.